# Anna Katarzyna Emmerich
Anna Katarzyna Emmerich, niem. Anna Katharina Emmerick (ur. 8 września 1774 w Flamschen koło Coesfeld w Westfalii, zm. 9 lutego 1824 w Dülmen) – niemiecka mistyczka, stygmatyczka i wizjonerka katolicka. Beatyfikowana 3 października 2004 przez papieża Jana Pawła II.

## Życiorys
Była piątym z dziewięciorga dzieci ubogich rolników Bernarda i Anne Emmerichów. Dziewczynka, chociaż nie cieszyła się najlepszym zdrowiem, od najmłodszych lat pomagała w pracach domowych, opiekowała się młodszym rodzeństwem, pracowała w polu.
Uchodziła za osobę cichą, zamkniętą w sobie i pobożną, cechowała się ponadto wesołym usposobieniem i nadzwyczajną inteligencją. Anna Katarzyna z ogromną powagą podchodziła do spraw wiary, do tego stopnia że rodzice ganili ją często za upór, jaki – ich zdaniem – przejawiała. Mając siedem lat przygotowywała się do pierwszej Komunii świętej. W drodze do kościoła, gdzie po raz pierwszy miała przystąpić do spowiedzi, wzbudziła w sobie tak wielki żal za grzechy, że zemdlała. Towarzyszące jej dzieci zaniosły ją na rękach do świątyni. Gdy klęknęła u kratek konfesjonału, zaczęła spazmatycznie płakać. Musiano odprowadzić ją do ławki. Jeszcze jako nastolatka Katarzyna podjęła decyzję o wstąpieniu do klasztoru. Została augustianką.
W 1811 klasztor augustianek został zamknięty przez władze w ramach przymusowej laicyzacji. Katarzyna ciężko zachorowała i wydawało się, że jest to choroba śmiertelna. W tym czasie pojawiły się u niej stygmaty. W czasie choroby miała wizję Maryi, mówiącej:
Jeszcze nie umrzesz, jeszcze wiele o tobie mówić będą, ale nie bój się! Jakkolwiek ci powodzić się będzie, zawsze doznasz pomocy.
Po wyzdrowieniu zakonnica wraz z ks. Lambertem wprowadziła się do domu wdowy Roters w Dülmen. Tuż po przeprowadzce znowu zapadła ciężko na zdrowiu. Wezwano do niej dominikanina o. Limberga, by udzielił jej sakramentu chorych. Zakonnik ten stał się odtąd jej stałym spowiednikiem. W październiku 1813 Anna Katarzyna przeniosła się wraz z ks. Lambertem do domu piekarza i piwowara Umberga, brata jej spowiednika. Ciężko chora i cierpiąca, wkrótce nie była już w stanie wstawać z łóżka.
Anna Katarzyna stała się wówczas powszechnie znana jako stygmatyczka i wizjonerka. Podejrzewając oszustwo, jej stygmaty poddawano wielokrotnym badaniom. Zmarła w 1824. Pisarz Clemens Brentano spisał wizje Anny Katarzyny Emmerich, m.in. wizję Męki Pańskiej.
Od 1819 aż do śmierci Anny Katarzyny Emmerich w 1824 Clemens Brentano rejestrował jej wizje, wypełniając czterdzieści tomów szczegółowymi scenami i fragmentami uzupełniającymi opowieści z Nowego Testamentu i o życiu Maryi Panny. Według własnego stwierdzenia Clemens Brentano natychmiast zapisywał w standardowym języku niemieckim słowa Anny Katarzyny Emmerich mówione przez nią w dialekcie westfalskim. Następnie czytał jej to, co napisał, a wszystkie proponowane zmiany dawał jej do pełnego zatwierdzenia, po czym dopiero wtedy je wprowadzał.

## Publikacje
- Żywot i bolesna męka Pana naszego Jezusa Chrystusa i Najświętszej Matki Jego Maryi (Das bittere Leiden unseres Herrn Jesu Christi: Nach den Betrachtungen der Augustinerin von Dülmen, 1833), wraz z Brentano Clemens

## Krytyka
Wątpliwości części komentatorów budzi zarówno treść jak i autentyczność pism Emmerich. Wyrażane są wątpliwości, czy Clemens Brentano tylko spisał, czy też ubarwił bądź zniekształcił treść objawień. Z tego powodu książka „Żywot i Bolesna Męka Pana Naszego Jezusa Chrystusa” nie została wzięta pod uwagę podczas procesu beatyfikacyjnego siostry Katarzyny. Część spisanych objawień także jest obiektem krytyki, jak np. interpretacja czarnej skóry jako znamienia Kaina oraz Chama "(...) Zrobił też (Bóg) znak na Kainie, iżby go nikt nie zabił. Potomkowie jego stali się ludźmi barwistymi. Cham także miał dzieci, brunatniejsze od dzieci Sema. Szlachetniejsi ludzie zawsze bielej wyglądali. Ci, którzy mieli na ciele znamię Kaina, mieli też podobne do siebie dzieci, a wskutek szerzącego się zepsucia owo znamię wreszcie na całym rozszerzyło się ciele, wskutek czego ciała ludzkie coraz ciemniejszy przybierały kolor. Nie było jednakowoż na początku zupełnie czarnych ludzi, dopiero zwolna ciało ich barwę przybierało czarną.", a ludzi o jaśniejszej skórze jako „szlachetniejszych (...)”.

## Nawiązania w kulturze
- O życiu mistyczki opowiada niemiecki film Śluby: Bł. Anna Katarzyna Emmerich z 2007 roku[2].
- Na podstawie jej wizji amerykański reżyser Mel Gibson nakręcił film Pasja (2004).